# Rinalds Muciņš
Rinalds Muciņš (ur. 12 marca 1975 w Rydze) – łotewski prawnik i urzędnik państwowy, w 2004 minister zdrowia.

## Życiorys
W 1998 ukończył prawnicze na Uniwersytecie Łotwy, w 2011 uzyskał magisterium w tej dziedzinie w uczelni biznesowej Biznesa augstskola „Turība”. Pracował w działach prawnych jednostek publicznych zajmujących się zdrowiem i ubezpieczeniami zdrowotnymi. W 2002 został zastępcą dyrektora departamentu w resorcie zdrowia, w 2003 powołany na podsekretarza stanu w tym ministerstwie. Od marca do grudnia 2004 sprawował urząd ministra zdrowia w rządzie Indulisa Emsisa.
Później był m.in. ponownie podsekretarzem stanu w ministerstwie zdrowia (2005–2009), sekretarzem stanu w tym resorcie (2010–2014), dyrektorem państwowej agencji rozwoju regionalnego (2014–2016) i sekretarzem stanu w ministerstwie ochrony środowiska i rozwoju regionalnego (2016–2018). Odszedł następnie z administracji rządowej, od 2018 do 2019 odpowiadał za kontakty międzynarodowe w oddziale Johnson & Johnson. W 2020 objął stanowisko prezesa zarządu Uniwersyteckiego Szpitala Klinicznego im. Paulsa Stradiņša.